# Augusto Napoleone Hercolani, VI principe Hercolani
Augusto Napoleone Hercolani, VI principe Hercolani (Bologna, 25 novembre 1821 – Bologna, 23 ottobre 1839), è stato un nobile italiano.

## Biografia
Augusto Napoleone nacque a Bologna il 25 novembre 1821, figlio di Alfonso Hercolani, conte palatino, e di sua moglie, Anne Marie Alexandrine Hyppolite Jouberthou de Vambertie. Suo padre era figlio di Astorre Hercolani, V principe Hercolani, mentre sua madre era figlia di Alexandrine de Bleschamp e del suo primo matrimonio col banchiere Hippolyte Jouberthon, ed era quindi figliastra di Luciano Bonaparte, fratello di Napoleone. Fu quindi nipote del principe Carlo Luciano Bonaparte. Nacque nell'anno della morte dell'ex imperatore Napoleone Bonaparte e per questo gli venne posto tale nome di battesimo.
Suo padre morì ancora giovane nel 1827, premorendo al proprio padre ancora in carica nel titolo di principe Hercolani, e per questo egli venne allevato sotto la guida del nonno Astorre il quale però morì anch'egli nel 1828, lasciandolo come primogenito al ruolo di erede delle sostanze di famiglia. Essendo troppo giovane per amministrarle autonomamente, suo tutore venne nominato l'arcivescovo di Bologna, Carlo Opizzoni, il quale figurò da reggente per lui e per suo fratello fino al raggiungimento della sua maggiore età.
In gioventù studiò presso il collegio di San Luigi di Bologna ove si formò culturalmente oltre che nelle frequenti visite col nonno adottivo Luciano Bonaparte. Durante questi anni ebbe un elogio in poesia dedicatogli da padre Alessandro Maria Teppa, barnabita, il quale venne dato alle stampe dopo la sua morte nel 1839. La madre, rimasta vedova del marito, si risposò col principe polacco Maurizio Jablonowski il quale si occupò anch'egli attivamente dell'educazione di Augusto Napoleone.
Morì improvvisamente nella sua città natale il 23 ottobre 1839. Non essendosi mai sposato e non avendo avuto eredi, gli succedette il fratello Alfonso Astorre.

## Ascendenza
|                                                          |                       |                                            | Genitori                                 |  |  | Nonni |  |  | Bisnonni                                 |  |  | Trisnonni                                     |  |
|                                                          |                       |                                            |                                          |  |  |       |  |  | Filippo Hercolani, IV principe Hercolani |  |  | Marcantonio Hercolani, III principe Hercolani |  |
|                                                          |                       |                                            |                                          |  |  |       |  |  | Filippo Hercolani, IV principe Hercolani |  |  | Marcantonio Hercolani, III principe Hercolani |  |
|                                                          |                       | Silvia Barbazza                            |                                          |  |  |       |  |  | Filippo Hercolani, IV principe Hercolani |  |  |                                               |  |
| Astorre Hercolani, V principe Hercolani                  |                       |                                            |                                          |  |  |       |  |  | Filippo Hercolani, IV principe Hercolani |  |  |                                               |  |
|                                                          |                       | Corona Maria Anna Cavriani                 | Ferdinando Cavriani, I marchese Cavriani |  |  |       |  |  |                                          |  |  |                                               |  |
|                                                          |                       | Corona Maria Anna Cavriani                 | Ferdinando Cavriani, I marchese Cavriani |  |  |       |  |  |                                          |  |  |                                               |  |
|                                                          |                       | Corona Maria Anna Cavriani                 | Maria Rosa Bentivoglio                   |  |  |       |  |  |                                          |  |  |                                               |  |
| Alfonso Hercolani, conte palatino                        |                       | Corona Maria Anna Cavriani                 |                                          |  |  |       |  |  |                                          |  |  |                                               |  |
|                                                          |                       | Piriteo Malvezzi, marchese di Castelguelfo | …                                        |  |  |       |  |  |                                          |  |  |                                               |  |
|                                                          |                       | Piriteo Malvezzi, marchese di Castelguelfo | …                                        |  |  |       |  |  |                                          |  |  |                                               |  |
|                                                          |                       | Piriteo Malvezzi, marchese di Castelguelfo | …                                        |  |  |       |  |  |                                          |  |  |                                               |  |
| Maria Malvezzi                                           |                       | Piriteo Malvezzi, marchese di Castelguelfo |                                          |  |  |       |  |  |                                          |  |  |                                               |  |
|                                                          |                       | Anna Maria Angelelli                       | …                                        |  |  |       |  |  |                                          |  |  |                                               |  |
|                                                          |                       | Anna Maria Angelelli                       | …                                        |  |  |       |  |  |                                          |  |  |                                               |  |
|                                                          |                       | Anna Maria Angelelli                       | …                                        |  |  |       |  |  |                                          |  |  |                                               |  |
| Augusto Napoleone Hercolani, VI principe Hercolani       |                       | Anna Maria Angelelli                       |                                          |  |  |       |  |  |                                          |  |  |                                               |  |
|                                                          | Jean Louis Jouberthon | …                                          |                                          |  |  |       |  |  |                                          |  |  |                                               |  |
|                                                          | Jean Louis Jouberthon | …                                          |                                          |  |  |       |  |  |                                          |  |  |                                               |  |
|                                                          | Jean Louis Jouberthon | …                                          |                                          |  |  |       |  |  |                                          |  |  |                                               |  |
| Hippolyte Jouberthon de Vambertie                        | Jean Louis Jouberthon |                                            |                                          |  |  |       |  |  |                                          |  |  |                                               |  |
|                                                          |                       | Marie de Grado                             | …                                        |  |  |       |  |  |                                          |  |  |                                               |  |
|                                                          |                       | Marie de Grado                             | …                                        |  |  |       |  |  |                                          |  |  |                                               |  |
|                                                          |                       | Marie de Grado                             | …                                        |  |  |       |  |  |                                          |  |  |                                               |  |
| Anne Marie Alexandrine Hyppolite Jouberthou de Vambertie |                       | Marie de Grado                             |                                          |  |  |       |  |  |                                          |  |  |                                               |  |
|                                                          |                       | Charles Joseph Jacob de Bleschamp          | Nicolas Jacob                            |  |  |       |  |  |                                          |  |  |                                               |  |
|                                                          |                       | Charles Joseph Jacob de Bleschamp          | Nicolas Jacob                            |  |  |       |  |  |                                          |  |  |                                               |  |
|                                                          |                       | Charles Joseph Jacob de Bleschamp          | Marguerite Dehorgue                      |  |  |       |  |  |                                          |  |  |                                               |  |
| Alexandrine de Bleschamp                                 |                       | Charles Joseph Jacob de Bleschamp          |                                          |  |  |       |  |  |                                          |  |  |                                               |  |
|                                                          |                       | Philiberte Jeanne Louise Bouvet            | Jean Charles Bouvet                      |  |  |       |  |  |                                          |  |  |                                               |  |
|                                                          |                       | Philiberte Jeanne Louise Bouvet            | Jean Charles Bouvet                      |  |  |       |  |  |                                          |  |  |                                               |  |
|                                                          |                       | Philiberte Jeanne Louise Bouvet            | Marie Gasparde Grimod de Verneuil        |  |  |       |  |  |                                          |  |  |                                               |  |
|                                                          |                       | Philiberte Jeanne Louise Bouvet            |                                          |  |  |       |  |  |                                          |  |  |                                               |  |